# Kinnaborg

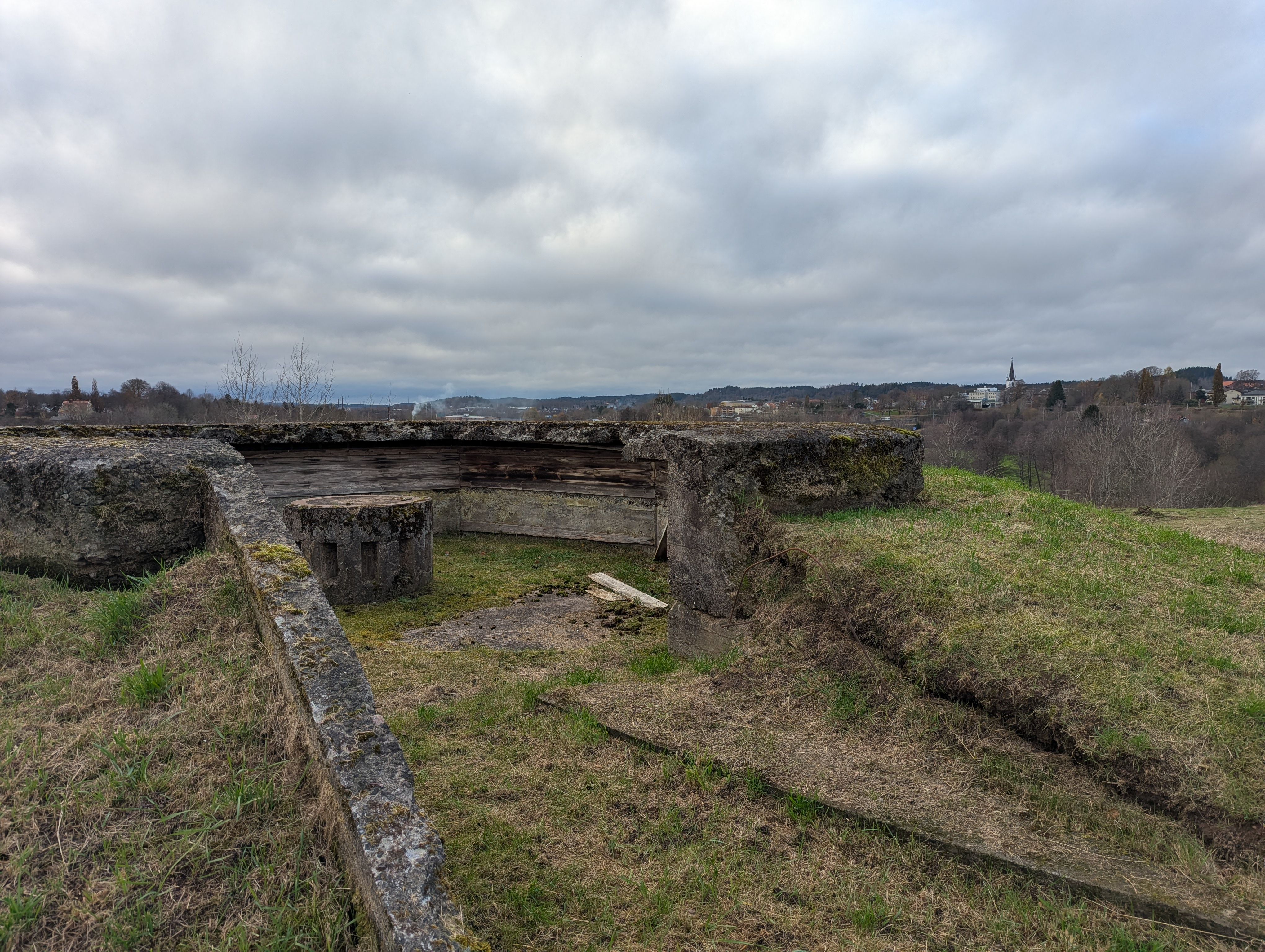
Kinnaborg

Kinnaborg är en medeltida borganläggning i Kinna socken, Marks kommun, Västergötland. 
Borgen är anlagd öster om Viskan invid Häggån (Fritslaån). Ån rinner fram i en båge vid platsen och bildar en halvö som avskurits med en grävd grav. På andra sidan har skapats en brant platå som bildar en slags förborg. Efter denna finns ytterligare en grav utåt halvön som begränsar själva borghöjden. 
Huvudborgen uppe på kullen har omgärdats av jordvall. På platsen har gjorts en preliminär undersökning i riksantikvarieämbetets regi under ledning av Lars-Erik Bergström. Man kunde då inte med säkerhet konstatera att någon byggnad varit uppförd inom anläggningen.
Fästet har legat strategiskt intill Boråsvägen från Varberg, vars norra del följt Häggån i stället för Viskan och därmed omedelbart passerat förbi Kinnaborg. Dess tillkomst förmodas ha att göra med det växande hotet från Danmark under 1200-talet.